# Ялчинська сільська рада
Я́лчинська сільська рада (рос. Ялчинский сельский совет) — муніципальне утворення у складі Кугарчинського району Башкортостану, Росія. Адміністративний центр — присілок Ялчино.

## Населення
Населення — 867 осіб (2019, 1016 в 2010, 1048 в 2002).

## Склад
До складу поселення входять такі населені пункти:
| Населений пункт          | Населення, осіб (2002) | Населення, осіб (2010) |
| ------------------------ | ---------------------- | ---------------------- |
| Валітово, присілок       | 72                     | 74                     |
| Кірова, хутір            | 13                     | 11                     |
| Нижньосапашево, присілок | 303                    | 296                    |
| Худайбердіно, присілок   | 388                    | 378                    |
| Юлбашево, присілок       | 32                     | 35                     |
| Ялчино, присілок         | 240                    | 222                    |